# Bolitoglossa insularis
Bolitoglossa insularis é uma espécie de anfíbio caudado da família Plethodontidae. Está presente na Nicarágua. A UICN classificou-a como vulnerável.